# Тернопільська електрівня
Терно́пільська електрі́вня — колишня електрична станція в Тернополі.

## Історія
Споруджена в 1898—1901 роках. Будівлю електрівні звела віденська будівельна фірма, в 1899 році головну підстанцію обладнала віденська фірма «Богуславський і Масловський», електричні лінії провела будапештська фірма «Ганц і К.».
15 лютого 1901 року комісія «Товариства електричного освітлення у Відні» здала об'єкт міській владі в експлуатацію. 1907 року магістрат Тернополя викупив у згаданого товариства електрівні за 480 тис. крон. Вона перейшла у власність міста.
Під час І світової війни електрівня була пошкоджена, потім відбудована. 1930-ті рр. — модернізована. Працювала до кінця 1950-х років. Нині в приміщенні колишньої електрівні на вулиці Богдана Хмельницького розміщена газова котельня.